# The Beijing Cocktail
The Beijing Cocktail is de eerste single van het debuutalbum van de band The Blackout, We Are The Dynamite. De single werd in drie formaten uitgebracht op 24 september 2007.

## Tracklist
Single
1. The Beijing Cocktail
2. Wild Nights & Fist Fights

Maxi-Single
1. The Beijing Cocktail
2. Go Burn City Hall To The Ground
3. The Gentle Art Of Making Enemies (Faith No More-cover)

7" Picture Disc
- Kant A: The Beijing Cocktail
- Kant B: My Generation (Limp Bizkit-cover)

## Trivia
- Wild Nights & Fist Fights en Go Burn City Hall To The Ground zijn nummers van de demo Pull no Punches. Beide nummers werden opnieuw opgenomen voor de single. My Generation werd oorspronkelijk opgenomen voor de cd Kerrang! High Voltage.

- The Beijing Cocktail is de eerste videoclip van The Blackout.